# Lethal Dose
Lethal Dose (eng.: Letale Dosis) war eine US-amerikanische Power- und Thrash-Metal-Band aus Seattle, Washington, die im Jahr 1986 unter dem Namen Deadly Legacy gegründet wurde und sich ca. 1989 wieder auflöste.

## Geschichte
Die Band wurde im Jahr 1986 unter dem Namen Deadly Legacy gegründet. Nach ein paar Veränderungen in der Besetzung, bestand die Band aus Sänger Rick Danks, Gitarrist John Parkes, Bassist Barry Allen und Schlagzeuger Bill Waters. Die Band war erstmals auf dem Sampler Metal Meltdown III mit dem Lied The Abattoir zu hören. Dadurch erreichte die Band einen Vertrag bei Ever Rat Records, worüber 1988 das erste und einzige Album Lethal Dose erschien. Nachdem im Jahr 1989 mit Threshold of Pain ein weiteres Demo veröffentlicht worden war, löste sich die Band auf.

## Stil
Die Band spielte eine Mischung aus Power- und Thrash-Metal, vergleichbar mit den Werken von Lääz Rockit oder dem Album Under the Spell von Hexx.

## Diskografie
- 1987: Prophecy Fulfiled (Demo, Eigenveröffentlichung)
- 1988: Lethal Dose (Album, Ever Rat Records)
- 1989: Threshold of Pain (Demo, Eigenveröffentlichung)